# الحرحير (الشحر)

تعديل مصدري - تعديل

الحرحير هي إحدى قرى عزلة الشحر بمديرية الشحر التابعة لمحافظة حضرموت، بلغ تعداد سكانها 373 نسمة حسب تعداد اليمن لعام 2004.